# تيل (خلخال)
تيل هي قرية في مقاطعة خلخال، إيران. يقدر عدد سكانها بـ 699 نسمة بحسب إحصاء 2016.